# Idalus lineosus
Idalus lineosus är en fjärilsart som beskrevs av Walker 1869. Idalus lineosus ingår i släktet Idalus och familjen björnspinnare. Inga underarter finns listade i Catalogue of Life.